# Un robatori molt boig
 Un robatori molt boig (títol original:Bank Shot ) és una pel·lícula estatunidenca dirigida per Gower Champion, estrenada el 1974. Ha estat doblada al català.

## Argument
Walter Upjohn Ballantine és un conegut atracador que està confinat en un penal d'alta seguretat. L'alcaide de la presó, al que tots anomenen Buldog, el vigila de prop però Ballantine aconsegueix escapar per participar en un pla per robar un banc situat en una caravana, en companyia del seu vell soci, una jove capitalista, un ex agent de l' FBI i un expert en obrir panys.

## Repartiment
- George C. Scott: Walter Upjohn Ballentine
- Joanna Cassidy: Eleonora
- Sorrell Booke: Al G. Karp
- G. Wood: Andrew Constable
- Clifton James: Streiger
- Bob Balaban: Victor Karp
- Bibi Osterwald: Mums Gornik
- Frank McRae: Hermann X
- Jack Riley: Jackson